# Porträtt av en flykting
Porträtt av en flykting är en svensk TV-serie i fyra delar från 1975 i regi av Jan Hemmel. Manus skrevs av Max Lundgren. Serien visades i TV1.

## Rollista
- Marvin Yxner - Leif Eriksson
- Anna Godenius - Chris
- Ingvar Andersson - Bert
- Halvar Björk - Olle Halvan
- Bror Tommy Borgström - klasskamraten
- Sölve Dogertz - personundersökare
- Monica Edwardsson - flicka
- Rune Ek - langare
- Åke Engfeldt - granne
- Georg Funkquist - Sjögren, advokat
- Åke Jörnfalk - åklagare
- Kenneth Milldoff - sonen
- Kåre Sigurdson - granne
- Gunnar Strååt - Johannes